# Stenen Molen (Opdorp)
De Stenen Molen is een windmolenrestant in de tot de Oost-Vlaamse gemeente Buggenhout behorende plaats Opdorp, gelegen aan Stenenmolenstraat 18.
Deze ronde stenen molen van het type grondzeiler fungeerde als korenmolen en oliemolen.

## Geschiedenis
De molen werd gebouwd in 1794. In 1855 werd een stoommachine geplaatst. De oliemolen werd toen stopgezet. In 1892 werd een nieuwe stoommachine geplaatst en werd de molen omschreven als een graan- en lijnkoekmolen op wind en stoom.
In 1910 werd nog een mechanische maalderij bijgebouwd. Omstreeks 1921 werd het windbedrijf gestaakt en iets later werd het wiekenkruis verwijderd. De maalderij (De Kinder Veevoeders bvba) bleef, later met een elektromotor, in werking. De molenromp werd aangewend als silo voor het veevoederbedrijf.
- Inventaris van het Bouwkundig Erfgoed (Vlaanderen): 44537